# Bakuła
Bakuła (prononciation : [baˈkuwa]) est un village polonais de la gmina de Baranowo dans le powiat d'Ostrołęka de la voïvodie de Mazovie dans le centre-est de la Pologne.
Il se situe à environ 6 kilomètres au nord de Baranowo (siège de la gmina), 27 kilomètres au nord-ouest d'Ostrołęka (siège du powiat) et à 113 kilomètres au nord de Varsovie (capitale de la Pologne).
Le village compte approximativement une population de 150 habitants en 2006.

## Histoire
De 1975 à 1998, le village appartenait administrativement à la voïvodie d'Ostrołęka.